# ماريو أنطونيو مورينو
ماريو أنطونيو مورينو (بالإسبانية: Mario Antonio Moreno) (4 ديسمبر 1986 في المكسيك - ) هو لاعب كرة قدم مكسيكي في مركز الوسط. لعب مع انيستتوتو ونادي موريليا الرياضي وVenados F.C. ‏ وطوروس نيزا وAlebrijes de Oaxaca ‏.

## وصلات خارجية
- ماريو أنطونيو مورينو على موقع قاعدة بيانات كرة القدم.إي يو (الإنجليزية)